# Pheia cingla
Pheia cingla là một loài bướm đêm thuộc phân họ Arctiinae, họ Erebidae.